# Sick New World
Sick New World es un festival de música de heavy metal que se celebra en el Las Vegas Festival Grounds en Winchester, Nevada. Su primera edición tuvo lugar en 2023. Está organizado por Live Nation Entertainment y se describe como el festival hermano del festival When We Were Young, de tendencia pop-punk, organizado por la misma compañía y celebrado en el mismo lugar.

## Historia
El cartel del festival inaugural Sick New World se reveló el 7 de noviembre de 2022. Su cartel llamó la atención por su enfoque en el nu metal y contó con System of a Down como cabeza de cartel en su única actuación de 2023, junto a bandas como Korn, Deftones e Incubus en los escenarios principales. Consequence destacó la presencia de otros géneros como el industrial con Ministry, Skinny Puppy y KMFDM, así como el rock gótico de The Sisters of Mercy (que realizaban su primera gira por Estados Unidos en 15 años), The 69 Eyes y Ville Valo. Stereogum afirmó que el festival reunió a "algunos de los nombres más importantes del nu-metal de la era Y2K con otros del mundo expandido del alt-metal/heavy alternativo, además de algunos artistas jóvenes y modernos del hardcore y la electrónica". El festival se llevó a cabo el 8 de mayo de 2023 en Las Vegas Festival Grounds con artistas actuando en cuatro escenarios: los escenarios principales "Purple" y "Green" que alternan actuaciones y los escenarios más pequeños "Spiral" y "Sick" donde los artistas actuaron sin interrupciones entre sets.
La segunda edición tuvo lugar el 27 de abril de 2024 y estuvo encabezada por System of a Down y Slipknot. Otras bandas destacadas fueron A Perfect Circle, Alice in Chains, Bring Me the Horizon, Danny Elfman, Swans, Slowdive y Primus. El festival incluyó metalcore con Knocked Loose, Drain y Code Orange, a la vez que amplió su oferta de géneros musicales con shoegaze y slowcore, entre otros. El festival añadió un quinto escenario, y Las Vegas Weekly destacó que los escenarios tenían una temática libre: el escenario Diablo, con su carpa, albergó a las bandas de hardcore, mientras que el escenario Siren se centró en los artistas industriales y góticos.
La tercera edición estaba programada para el 12 de abril de 2025, con Metallica y Linkin Park como cabezas de cartel. También incluía la reunión de Acid Bath, quienes se separaron en 1997. Sin embargo, el 29 de noviembre de 2024, el festival anunció la cancelación de su edición de 2025. A principios de esa semana, el bajista de Tomahawk, Trevor Dunn, declaró en un podcast que el festival no se celebraría, lo que obligó a la banda a cancelar su próxima gira, que se había planeado en torno al festival, por motivos económicos.

## Ediciones
| Año  | Escenario    | Grupos |
| ---- | ------------ | --- |
| 2023 | Purple Stage | System of a Down, Deftones, Evanescence, Chevelle, Death Grips, Flyleaf, P.O.D. |
| 2023 | Green Stage  | Korn, Incubus, Turnstile, Mr. Bungle, Papa Roach, Soulfly, Alien Ant Farm |
| 2023 | Spiral Stage | The Sisters of Mercy, Ville Valo, Placebo, Ministry, She Wants Revenge, Skinny Puppy, KMFDM, Filter, Melvins, Stabbing Westward, Lacuna Coil, The Birthday Massacre, London After Midnight, The 69 Eyes, Orgy, Cold |
| 2023 | Sick Stage   | Cradle of Filth, Prayers, Machine Girl, Health, Ho99o9, Fever 333, My Life with the Thrill Kill Kult, Loathe, 100 gecs, Hoobastank, Body Count, Spiritbox, Sevendust, Kittie, Coal Chamber, Panchiko, Superheaven, Fiddlehead, Narrow Head, Scene Queen, Scowl |
| 2024 | Gold Stage   | System of a Down, Bring Me the Horizon, Alice in Chains, Bad Omens, Lamb of God, Ice Nine Kills, Spiritbox, Nonpoint |
| 2024 | Red Stage    | Slipknot, Danny Elfman, A Perfect Circle, Primus, Babymetal, Lorna Shore, Kittie |
| 2024 | Spiral Stage | Sleep Token, Black Veil Brides, Wage War, Sevendust, Jinjer, Motionless in White, Static-X, Slaughter to Prevail, Dope, Dayseeker, Skindred, Taproot, Helmet, Powerman 5000, Fear Factory, Paleface Swiss, Wednesday 13, Violent Vira |
| 2024 | Siren Stage  | Swans, Slowdive, Polyphia, The Garden, Duster, Knocked Loose, Have a Nice Life, Nitzer Ebb, Front 242, Front Line Assembly, VNV Nation, Lords of Acid, She Past Away, Combichrist, 3Teeth, Vowws, Kim Dracula, 6arelyhuman, Quannnic, Snow Strippers |
| 2024 | Diablo Stage | Incendiary, Static Dress, Better Lovers, Code Orange, Vein.fm, Drain, Kublai Khan, Loathe, Fleshwater, Sunami, Superheaven, Trash Talk, Drop Nineteens, Ultra Sunn, Gel, Zulu, Spy, Fury, Glare |
| 2025 | CANCELADO    | Metallica, Linkin Park, Queens of the Stone Age, Evanescence, Ministry, 311, AFI, The Sisters of Mercy, Gojira, Acid Bath, The Flaming Lips, Daron Malakian and Scars on Broadway, Down, Three Days Grace, Cannibal Corpse, Meshuggah, Tomahawk, Melvins, Testament, Mastodon, Refused, Filter, Cradle of Filth, Terror, Mayhem, X, Underoath, The Hives, Carcass, Kittie, Poison the Well, Mudvayne, Exodus, Machine Head, Arch Enemy, Twin Tribes, Quicksand, Sponge, Dir En Grey, Static-X, Erra, Stabbing Westward, Rendez-Vous, Dethklok, Orgy, Lacuna Coil, The Birthday Massacre, Nuovo Testamento, Scowl, Dope, Show Me the Body, Amira Elfeky, Lebanon Hanover, Napalm Death, Seven Hours After Violet, Vision Video |